# Bandar-e Kangan
Bandar-e Kangān (farsi بندر کنگان) è il capoluogo dello shahrestān di Kangan, circoscrizione Centrale, nella provincia di Bushehr.